# 39-та ракетна дивізія (РФ)
39-та гвардійська ракетна Глухівська ордена Леніна, Червонопрапорна орденів Суворова, Кутузова і Богдана Хмельницького дивізія (в/ч 34148) — ракетна дивізія в складі 33-ї ракетної армії Ракетних військ стратегічного призначення Росії.

## Історія
Сформована 18 липня 1960 року у Пашино (Гвардійський), Новосибірської області як 212-та ракетна бригада зі складу 21-ї важкої гаубичної артилерійської бригади.
Спочатку входила до складу 27-го навчального артилерійського полігону (27-й НАП), а з 10 березня 1961 року — у складі 7-го окремого гвардійського ракетного корпусу.
Нагороди та почесне найменування отримала 17 жовтня 1961 роки від 1-ї гвардійської артилерійської дивізії прориву РВГК.
30 травня 1961 року бригада переформована на 39-у гвардійську ракетну дивізію.
З червня 1961 року до листопада 1964 (за іншими даними — до 1963 року) до складу дивізії також входив 739-й ракетний полк в Ітатці, Томської області.
Нагороди та почесне найменування отримала 17 жовтня 1961 року від 1-ї гвардійської артилерійської дивізії прориву РВГК.
Протягом 1963 року будівництво бойових стартових позицій було практично завершено у складі 5 ракетних полків. Виняток становив лише 367-й ракетний полк.
У березні 1964 року всі дивізіони Р-16 переформовані на полки.
8 червня 1970 дивізія увійшла до складу 33-ї гвардійської ракетної армії.
У 1977 році дивізія починає переозброєння на ракетний комплекс РСД-10 Піонер (SS-20).
У 1989 році починається переозброєння на ракетний комплекс РТ-2ПМ Тополя (SS-25).

## Командири
- генерал-майор Артюх Макар Єлизаровича 07.1961 — 04.1967;
- генерал-майор Альошкін Анатолій Олександрович 04.1967 — 03.1969;
- генерал-майор Овчинников Микола Миколайович 03.1969 — 11.1975;
- генерал-майор Придатко Леонід Сергійович 11.1975 — 05.1983;
- генерал-майор Кулдиков Семен Григорович 05.1983 — 07.1986;
- генерал-майор Чертков Володимир Петрович 07.1986 — 07.1991;
- генерал-майор Охрименко Микола Павлович 07.1991 — 11.1993;
- генерал-майор Камалов Карім Шайсултановіч 11.1993 — 10.1997;
- генерал-майор Мазуров Валерій Михайлович 10.1997 — 06.2000;
- генерал-лейтенант Прівалов Геннадій Миколайович 06.2000 — 06.2002;
- генерал-майор Рева Іван Федорович 06.2002 — 08.2004;
- генерал-майор Пустовалов Микола Олексійович 08.2004 — 05.2007;
- полковник Братухін Микола Кирилович 06.2007 — 2010 ?;
- полковник Стєнькін Олександр Вікторович 2010? — 23.09.2015;
- полковник Бурков Павло Миколайович 24.09.2015 — 10.10.2018;
- полковник Десюк Юрій Вадимович 11.10.2018 — н. в.

## Склад

### Первинний склад
- 357-й гвардійський ракетний полк (в/ч 54097);
- 367-й ракетний полк (в/ч 44102);
- 372-й ракетний полк (в/ч 44176, з 1966 року — в / ч 12449);
- 382-й гвардійський ракетний Бердський полк (в/ч 44238).

### Склад 1985 року (45 ПУ РСД-10 Піонер)
- 357-й ракетний полк з 9 ПУ РСД-10 Піонер;
- 382-й ракетний полк з 9 ПУ РСД-10 Піонер;
- 685-й ракетний полк (в/ч 07394) з 9 ПУ РСД-10 Піонер;
- 773-й гвардійський ракетний полк (в/ч 07399; з 2011 року — в/ч 43656), позивний «Шабля», з 9 ПУ РСД-10 Піонер;
- 826-й гвардійський ракетний полк (в/ч 12423), позивний «Журналіст», з 9 ПУ РСД-10 Піонер.

### Склад 1995 року (45 ПУ РТ-2ПМ Тополя)
- 357-й ракетний полк з 9 ПУ РТ-2ПМ;
- 382-й ракетний полк з 9 ПУ РТ-2ПМ;
- 428-й гвардійський ракетний Звенигородський Червонопрапорний полк (в/ч 44197, з 1992 року — в/ч 73727), позивний «слухач», з 9 ПУ РТ-2ПМ;
- 773-й ракетний полк з 9 ПУ РТ-2ПМ;
- 826-й ракетний полк з 9 ПУ РТ-2ПМ.

## Допоміжні частини
- 207-ма окрема вертолітна ескадрилья (в/ч 40260), передана ВПС
- 1541-ша ремонтно-технічна база (в/ч 54245), в оперативному підпорядкуванні (частина 12 ГУМО)
- 2483-тя технічна ракетна база (в/ч 96777)
- 303-й вузол зв'язку (в/ч 28151), в 2011 році переформовано на підрозділ управління рд
- 708-ма окрема рота охорони і розвідки (в/ч 34148-Р);
- військова школа молодших спеціалістів (в/ч 34148-Б);
- військовий госпіталь (в/ч 57343);
- база матеріально-побутового забезпечення (в/ч 34148-Н);
- окремий інженерно-саперний батальйон (в/ч 34485);
- окрема інженерно-технічна рота (в/ч 34485);
- 580-й окремий дивізіон бойового забезпечення (в/ч 34485);
- 580-й окремий батальйон бойового забезпечення (в/ч 34485).

## Озброєння
На 1985 рік у складі дивізії 45 ПУ РСД-10 «Піонер».
На 1995 рік у складі дивізії 45 ПУ РТ-2ПМ «Тополя» (5 ракетних полків — 15 ракетних дивізіонів).